# Фухрер, Мира
Мира Фухрер (пол. Mira Fuchrer; 1920, Варшава — 8 мая 1943, там же) — активистка еврейского движения Сопротивления в Варшавском гетто во время оккупации территории Польши Третьим рейхом в ходе Второй мировой войны, член Еврейской боевой организации, участница восстания в Варшавском гетто. Окруженные немецкими войсками, Мира и её единомышленники отказались сдаться в плен, покончив жизнь самоубийством.

## Биография
Мира Фухрер родилась в Варшаве в 1920 году. Была активисткой в еврейской молодёжной организации Ха-шомер ха-цаир, где, вероятно, познакомилась с Мордехаем Анелевичем. Между молодыми людьми завязались отношения. Во время польской кампании вермахта в начале Второй мировой войны, в сентябре 1939 года, Мира вместе с Анелевичем бежали в Вильно (северо-восточная часть довоенной Польши, ныне Вильнюс). В Варшаву вернулись в январе 1940. В ноябре они оба оказались в варшавском гетто.
В гетто Мира работала вместе с подругами Товой Френкель и Рахелью Зильберберг в небольшом магазине одежды. В 1942 ездила в другие гетто оккупированной Польши в качестве связной.
Во время восстания в гетто 19 апреля 1943 года Мира принимала участие в борьбе в так называемом центральном гетто. 8 мая 1943 года она оказалась вместе с Мордехаем Анелевичем, Рахелью Зильберберг и группой из примерно 120 повстанцев в бункере на ул. Miłej 18. Когда бункер был обнаружен и окружен нацистами, бойцы не желали сдаваться. После призыва Арии Вилнера большинство их покончили с собой.

## Увековечивание памяти
Имя Миры Фухрер написано на мемориальном обелиске, установленном в 2006 г. у подножия Кургана Анелевича, вместе с именами 50 других повстанцев, чьи личности не удалось установить.